# Makowszczyzna (okręg wileński)
Makowszczyzna (lit. Makovščizna) – osada na Litwie, w rejonie wileńskim, 4 km na północ od Ławaryszek, zamieszkała przez 1 osobę.

## Historia
W dwudziestoleciu międzywojennym leżała w Polsce, w województwie wileńskim, w powiecie wileńsko-trockim, do 1 kwietnia 1927 w gminie Bystrzyca, następnie w gminie Mickuny.
Po II wojnie światowej w granicach Związku Sowieckiego. Od 1991 na niepodległej Litwie.